# Marguerite de Lusignan
Marguerite de Lusignan ou Marguerite de la Marche (v. 1226-22 oct. 1288) est une aristocrate de la haute noblesse poitevine, du XIIIe siècle, au sein de laquelle ses parents ont exercé un rôle dominant. Elle est membre de la maison de Lusignan et devient par mariage vicomtesse de Thouars.
Plus jeune, elle a été au centre d’enjeux matrimoniaux et politiques entre les comtes de la Marche, de Toulouse, les Plantagenêt d’une part, et les Capétiens, la papauté d’autre part,.

## Biographie

### Famille
Marguerite de Lusignan est le sixième enfant et la troisième fille d'Hugues X de Lusignan (v. 1182-1249), comte de la Marche (1219-1249) et de son épouse IsabelleTaillefer (v. 1188/92-1246), comtesse d'Angoulême (1202-1246), suo jure, et reine consort d'Angleterre par son premier mariage avec Jean sans Terre (1166-1216).
Marguerite a cinq frères et trois sœurs : Hugues XI le Brun (v. 1221-1250), son frère aîné, qui succède à ses parents comme seigneur de Lusignan, comte de la Marche (1249-1250) et comte d'Angoulême (1246-1250). Guillaume Ier de Valence (v. 1227-1296) et Aymar de Lusignan (1228-1260) deviennent respectivement comte de Pembroke (1247-1296) et évêque de Winchester (1250-1260) en Angleterre.
Outre-manche, Marguerite a cinq demi-frères et sœurs royaux issus du premier mariage de sa mère avec le roi Jean Sans Terre. Elle est par ce fait la sœur utérine du roi Henri III d'Angleterre (1207-1272) et du roi des Romains, Richard de Cornouailles (1209-1272).

#### Anthroponyme
Marguerite porte le prénom de son arrière-grand-mère maternelle : Marguerite de Turenne, épouse de Guillaume VI Taillefer, comte d'Angoulême.

#### Héritage
Marie reçoit plusieurs domaines dans les châtellenies de Villebois, Cognac, Bridiers ainsi que l'hébergement de Montbast.
Elle bénéficie d'une pension de 100 marcs sterling que lui constitue le roi d'Angleterre, Henri III, par acte du 20 juillet 1253.

### Testament
Marguerite de Lusignan rédige son testament en langue française, en février 1283, et demande à être enterrée dans l'église des franciscains de La Rochelle,.

## Mariages et descendance
Marguerite de Lusignan épouse successivement le comte de Toulouse, puis l’héritier de la maison de Thouars, et enfin celui de la famille de Châteaubriant en Bretagne.

### RaymondVIIde Toulouse
Marguerite épouse, vers le mois de février 1243, Raymond VII (1197-27 sept. 1249), comte de Toulouse,,. Après enquête du Siège apostolique,,, son mariage est invalidé le 3 août 1245 par le cardinal-diacre Octavien de Sainte-Marie pour cause de parenté,,. Union restée sans postérité.

### AimeryIXde Thouars
Séparée, elle épouse par la suite Aimery IX (av. 1239-1256), vicomte de Thouars (1246-1256), ; fils de Guy Ier (1234-1242), vicomte de Thouars, et d'Alix de Mauléon (♰ ap. 1266),, fille du célèbre Savary de Mauléon.
Le couple donne naissance à :
- Guy II (1246/49-21 sept. 1308)[27] vicomte de Thouars (1274-1308)[28].

Après le décès d'Aimery IX, Marguerite est toujours nommée vicomtesse de Thouars et semble détenir en douaire les châtellenies de Vihiers, Puy-Béliard en 1265 et La Chaize-le-Vicomte.

### GeoffroyVIde Châteaubriant
Geoffroy VI (av. 1248-1284) est le fils de Geoffroy V (♰ 1263), seigneur de Châteaubriant, Candé, Lion d'Angers et de Pouzauges dans le Bas-Poitou depuis 1242.
Veuve, Marguerite épouse en troisièmes noces, après 1257, Geoffroy VI, seigneur de Châteaubriant ; veuf de Belleassez, fille de Guy Ier, vicomte de Thouars, sœur d'Aimery IX et d'Aumarie/Aumur, seconde épouse de son père Geoffroy V. Sans postérité connue.

## Sceau et armoiries

### Sceau [1267]
Avers : Navette 70 mm,
Description : Femme debout de face, en robe avec un long manteau vairé, coiffée d'un touret tenant un oiseau au poing gauche. Sa main droite, à plat, est ramenée sur la poitrine.
Légende : ✠ SIGILLVM MARGARITE VICECOMITISSE THOARCII
Légende transcrite : Sigillum Margarite, vicecomitisse Thoarcii
Contre-sceau,
Description : Écu burelé (des Lusignan) de douze pièces.
Légende : ✠ SECRETV MARGARITE VICECOM THOARC
Légende transcrite : Secretum Margarite, vicecomitisse Thoarcii

### Armoiries [1267]
| Blason | Blasonnement : Écu burelé d'argent et d'azur de douze pièces Commentaires : Blason de Marguerite de Lusignan, vicomtesse de Thouars, d'après l'empreinte d'un contre-sceau de 1267. |

Références,

### Tombeau de Marie d'Exoudun [v. 1270]
Les armoiries de Marguerite de Lusignan ont figuré sur le tombeau de sa cousine au second degré : Marie d'Exoudun,,, membre du sous-lignage d'Eu de la maison de Lusignan, arrière-petite-fille d'Hugues le Brun.

## Sources et bibliographie

### Sources sigillographiques
- SIGILLA : base numérique des sceaux conservés en France, « Marguerite de Lusignan », sur sigilla.irht.cnrs.fr. [lire en ligne]